# Leonie Baumann

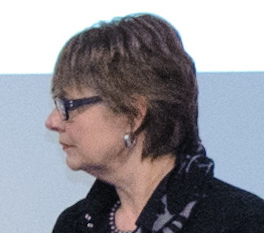
Leonie Baumann, 2012

Leonie Baumann (* 1954 in Bad Salzuflen) ist eine deutsche  Diplompädagogin, Kuratorin und Autorin. Von April 2011 bis Mai 2021 war sie Rektorin der Kunsthochschule Berlin-Weißensee. Seit April 2022 ist sie Kuratorin des Hauptstadtkulturfonds.

## Werdegang
Leonie Baumann studierte an der Universität Bielefeld Mathematik, Pädagogik und Soziologie. In den 1980er Jahren zog sie nach Berlin, wo sie den Aufgabenbereich Kunst am Bau im Kulturwerk Berlin übernahm. Darüber hinaus war sie Redakteurin der Zeitschrift Kunst am Bau. Die Neue Gesellschaft für bildende Kunst (NGBK) mit Sitz in Berlin berief sie 1991 zur Geschäftsführerin. Von 1998 bis 2000 war sie Vorsitzende des Kunstbeirates der ersten Internationalen Frauenuniversität „Technik und Kultur“ (ifu), die anlässlich der Weltausstellung 2000 in Hannover als Hochschulreformexperiment von Frauen für Frauen gegründet wurde.
2002–2009 hatte Leonie Baumann den Vorsitz des bundesweiten Dachverbandes Arbeitsgemeinschaft Deutscher Kunstvereine (ADKV). 2008 wurde sie zudem Sprecherin des Berliner Rates für die Künste und Mitglied im neu gegründeten Beirat Projektfonds Kulturelle Bildung. Aufgrund ihrer vielfältigen Tätigkeit und Erfahrung auf dem Gebiet der Kunst und Kunstpublizistik wählte der Erweiterte Akademische Senat der Kunsthochschule Weißensee sie zur Nachfolgerin von Gerhard Strehl ins Amt der Rektorin. Im Rahmen ihrer neuen Aufgabe verfolgt Frau Baumann unter anderem das Ziel, die Praxisnähe des Studiums und die Vernetzung des Standortes zu intensivieren.
Als Mitbegründerin der Berliner Initiative „Stadt neu denken“ fordert sie eine Neuausrichtung der Berliner Liegenschaftspolitik.

## Veröffentlichungen
- Leonie Baumann / Bahss / Elle / Fröhlich: Das persönliche Dokument – Fototagebücher, NGBK Neue Gesellschaft für Bildende Kunst 1994
- Christoph Tannert, Leonie Baumann, Katharina Kaiser, Kurt Buchwald: Kurt Buchwald – Bilder und Blenden, NGBK Neue Gesellschaft für Bildende Kunst 1994
- Leonie Baumann, Rainer Hörmann, Matthias Reichelt: Der Wettbewerb für das „Denkmal für die ermordeten Juden Europas“. Eine Streitschrift, Neue Gesellschaft für Bildende Kunst e.V. (NGBK), Philo Fine Arts 1995
- Leonie Baumann, Uwe Warnke: Alexanderplatz U2 – 1995: Kunst statt Werbung: Schöne Aussichten, NGBK Neue Gesellschaft für Bildende Kunst 1995
- Leonie Baumann, Wolfgang Kil, Gabriele Goettle, Jeanette Abée: Vom Umgang mit Veränderung, NGBK Neue Gesellschaft für Bildende Kunst 1995
- Peter Funken, Udo Achten, Klaus Bittermann, Leonie Baumann: Faktor Arbeit, NBGK Neue Gesellschaft für Bildende Kunst, 1997
- Monique Thomaes, Angelika Steppken, Christoph Tannert, Leonie Baumann: De Passage: Berlin 1988–1998.  (deutsch / englisch / niederländisch), Vice Versa 1998
- Sabine Baumann, Leonie Baumann (Hrsg.): Wo laufen S(s)ie denn hin?!: Neue Formen der Kunstvermittlung fördern, Bundesakademie für kulturelle Bildung Wolfenbüttel 2006
- Leonie Baumann, Peter Fibich, Wieland Krause, Sandra Meyer: Orientierungsraum Landschaft. Kunst ohne Metropole: Symposion des Kunstvereins Röderhof e.V. am 2. und 3. Juni 2007, Wortraum-Edition 2007
- Leonie Baumann, Yvonne P. Doderer, Markus Grob, Karl Heinz Daehr: Die anderen Städte. Band 7: Interventionen: The other cities. IBA Stadtumbau 2010, Stiftung Bauhaus Dessau 2008
- Leonie Baumann, Sabine Baumann: Kunstvermittlung zwischen Konformität und Widerständigkeit, Bundesakademie für kulturelle Bildung Wolfenbüttel 2009
- Leonie Baumann, Carina Herring, Johan Holten, Claudia Hummel: Collaboration Vermittlung Kunst Verein: Ein Modellprojekt der ADKV zur Förderung zeitgemäßer Kunstvermittlung, Salon Verlag & Edition, 2010